# 小聖索菲亞大教堂
小聖索菲亞清真寺（土耳其語：Küçük Ayasofya Camii），原为东正教圣谢尔盖和巴克斯教堂，建于6世纪，是伊斯坦布尔重要的早期拜占庭建筑之一，靠近马尔马拉海和君士坦丁堡大皇宫遗址。奥斯曼帝国时期改为清真寺。

平面图

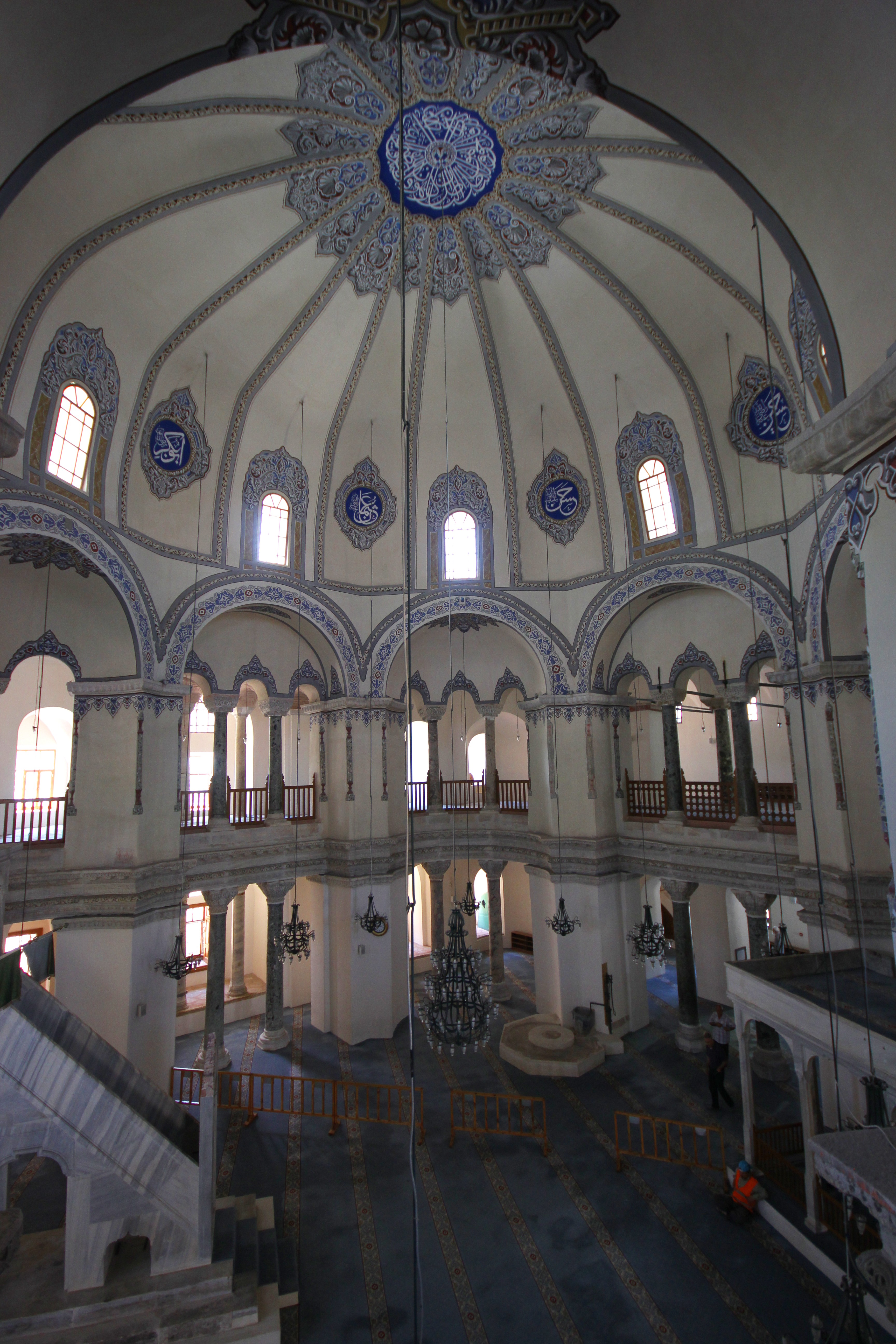